# Історичний паноптикум (Угорщина)
Історичний Паноптикум, найбільший у Центральній Європі музей воскових фігур, відчинив свої двері 30 квітня 2000 року в Кестхеї, старовинному місті на озері Балатон.
Засновник: Тибор Турі Терек — угорський скульптор, музеолог, приватний колекціонер.
У музеї «оживають» більше сорока угорських історичних діячів. 